# 羅馬尼夫卡 (伊瓦尼奇區)
50°36′48″N 24°21′0″E / 50.61333°N 24.35000°E
羅馬尼夫卡（烏克蘭語：Романівка），是烏克蘭的村落，位於該國西部沃倫州，由沃洛德米爾區負責管轄，面積0.21平方公里，海拔高度227米，2001年人口76，人口密度每平方公里361.9人。